# Somers (Connecticut)
Pour les articles homonymes, voir Somers.
Somers est une ville américaine située dans le comté de Tolland au Connecticut.
Somers devient une municipalité en 1734. Elle est nommée en l'honneur de John Somers.

## Démographie
Selon le recensement de 2010, Somers compte 11 444 habitants. La municipalité s'étend sur 28,49 milles carrés (73,79 km2), dont 0,12 milles carrés (0,31 km2) d'étendues d'eau.
| 1820  | 1850  | 1860  | 1870  | 1880  | 1890  |
| ----- | ----- | ----- | ----- | ----- | ----- |
| 1 306 | 1 508 | 1 517 | 1 247 | 1 242 | 1 407 |

| 1900  | 1910  | 1920  | 1930  | 1940  | 1950  |
| ----- | ----- | ----- | ----- | ----- | ----- |
| 1 593 | 1 653 | 1 673 | 1 917 | 2 114 | 2 631 |

| 1960  | 1970  | 1980  | 1990  | 2000   | 2010   |
| ----- | ----- | ----- | ----- | ------ | ------ |
| 3 702 | 6 893 | 8 473 | 9 108 | 10 417 | 11 444 |